# Črtasti medvedek
Črtasti medvedek (znanstveno ime Euplagia quadripunctaria) je vrsta metulja iz družine nepravih sovk z značilnim vzorcem, ki je razširjena po celi Evropi.

## Opis
Odrasli osebki so veliki med 50 in 70 mm. Zgornja stran sprednjih kril je zeleno črne barve s kovinskim sijajem z značilnim vzorcem belorumenih prog, spodnja stran kril pa je opečnate barve. Zgornja stran zadnjih kril je opečno rdeče barve. V submarginalnem polju teh kril so tri različno velike črne lise, v diskalnem polju pa je več črnih pik. Metulji se pojavljajo od julija do začetka septembra. Aktivni so podnevi in ponoči, parjenje pa poteka zgolj ponoči.

## Habitat
Črtasti medvedek je metulj vlažnih travnikov, gozdnih obronkov listnatih in mešanih gozdov, poseljuje pa tudi območja z robno zeliščno gozdno vegetacijo.
Gosenice črtastega medvedka se hranijo s konjsko grivo, navadno dobro mislijo ter z vrstami iz rodov mete, osata, gadovca in grabljišča.